# 변양
변양(邊讓, ? ~ ?)은 중국 후한 말의 문사로, 자는 문례(文禮)며 연주 진류군 준의현(浚儀縣) 사람이다. 구강태수를 역임했고, 조조에게 굴복하지 않아 죽임을 당했다.

## 행적
대장군 하진이 변양의 재주와 명성을 듣고 부르고자 했으나, 응하지 않을 것을 두려워하여 군사라고 속이고 징소(徵召)하여다가 자신의 영사로 서임했다. 변양은 점사(占射)를 잘 하고 변론에 능해, 항상 빈객들로 방을 채웠다. 이를 부러워하지 않는 사람이 없어, 공융과 왕랑마저도 이를 몰래 엿봤다. 또, 의랑 채옹도 변양을 깊이 존경하여 하진에게 천거했고, 후에 고재(高才)로 발탁되었다. 여러 차례 승진하여 구강태수까지 올랐으나, 변양은 이를 수행할 능력이 없었다.
초평 중(190년 ~ 193년)에 후한 전체가 어지러워지자 관직을 버리고 집으로 돌아갔다. 조조에게 굽히지 않고, 자주 모욕했다. 건안 중(196년 ~ 220년)에 마을 사람이 조조에게 변양을 고발했고, 조조는 군에 명을 내려 변양을 죽였다. 이 때문에, 변양의 작품은 많이 소실되었다. 또, 변양의 집안을 멸했다.

## 작품
- 장화부(章華賦) : 초 영왕이 세운 장화대에 대한 부(賦)이다.[1]

## 《삼국지연의》의 변양
193년, 구강태수로서 조조의 공격을 받은 서주태수 도겸을 돕기 위해 5천 명을 거느리고 가다가 조조의 부하 하후돈의 공격을 받고 전사했다.